# Manuel Bandeira

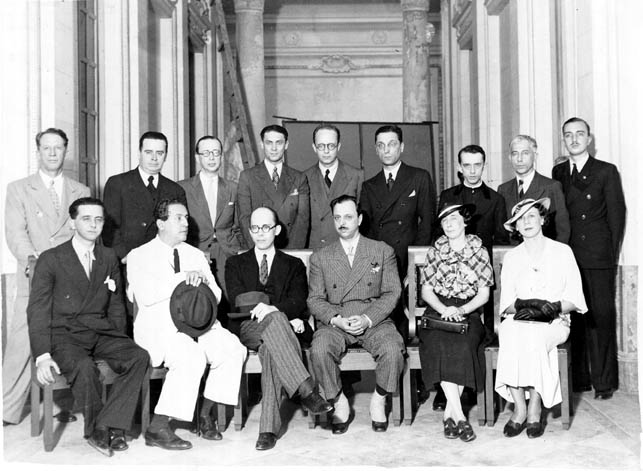
În imagine Manuel Bandeira este al treilea de pe rândul de sus, de la stânga la dreapta (1936).

Manuel Bandeira (n. 19 aprilie 1886, Recife, Pernambuco, Brazilia – d. 13 octombrie 1968, Rio de Janeiro, Rio de Janeiro, Brazilia) a fost poet, scriitor, traducător și critic literar brazilian. 

Caracterizarea sa sintetică este, Manuel Bandeira, poetul globalității trăirii și al detaliilor prozaice surdinizate melodic. 

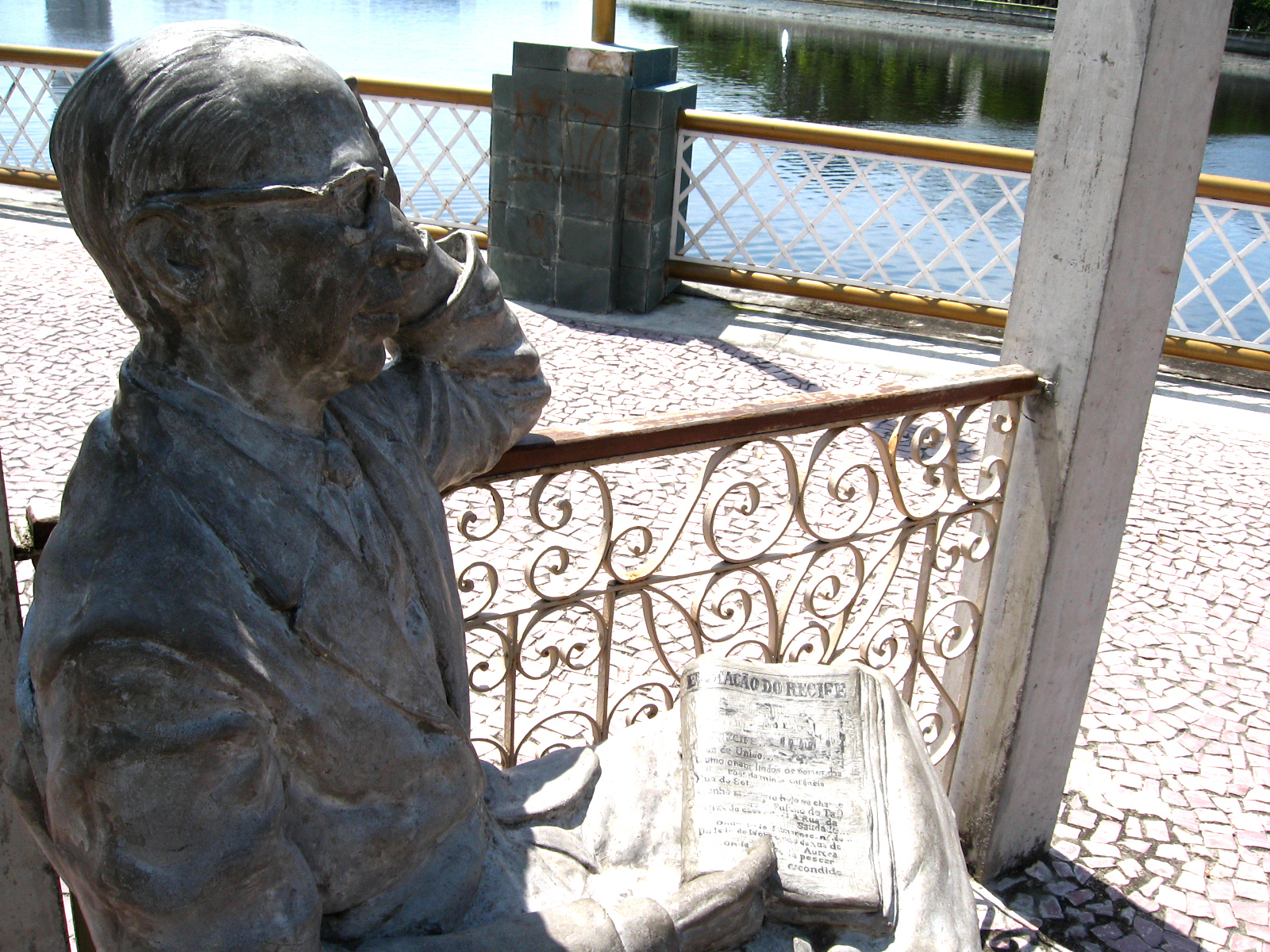
Statuia lui Manuel Bandeira

## Biografie
Manuel Carneiro de Souza Bandeira s-a născut la Recife (Pernambuco) pe 19 aprilie 1886 ca fiu al lui Manuel Carneiro de Souza Bandeira și al Francelinei Ribeiro de Souza Bandeira. În 1890 se mută împreună cu familia la Rio de Janeiro. Petrece două veri în Petrópolis.
A studiat la actualul Colegiu Național Pedro al II-lea.
În 1903 se mută cu familia la Sao Paulo unde se înscrie pentru a-și continua studiile la Școala Politehnică. De asemenea studiază desenul și pictura cu arhitectul Domenico Rossi la Liceul de Artă. Se angajează la birou, la Calea Ferată Sorocabana, unde tatăl său lucra ca funcționar. La sfârșitul anului 1904 Bandeira se îmbolnăvește de tuberculoză și este nevoit să se mute din São Paulo în Rio de Janeiro datorită climei tropicale.
În 1922, după o îndelungată ședere în Europa unde cunoaște importanți autori și pictori, scrie poeme politice și sociale critice pentru Mișcarea Modernistă din Sao Paulo. Bandeiras începe să-și publice cele mai importante lucrări în 1924. Devine un autor brazilian foarte respectat, scriind o serie de articole în ziare și reviste, Bandeiras predând și literatura hispanică în Rio de Janeiro. Din 1956 poetul începe să facă traduceri pe care va continua să le facă până în ultima zi a vieții.
Poetul moare pe data de 13 octombrie 1968 la orele 12:50 în Spitalul Samaritano.

## Opere

### Poezii
- 1917 Cenușa Orelor, Jurnal de comerț
- 1919 Carnaval - Rio de Janeiro
- 1924 Desfrânatul Ritm - Rio de Janeiro
- 1930 Libertinagem - Rio de Janeiro,
- 1936 Steaua dimineții
- 1937 Poezii Alese
- 1940 Poezii Complete
- 1945 Poezii Traduse
- 1948 Mafuá do Malungo
- 1948 Poezii Complete (toate poeziile anterioare plus o noua poezie - Belo Belo)
- 1952 Opus 10
- 1954 Poezii (inclusiv Opus 10)
- 1955 Poezii alese de autor

### Proză
- 1936 Cronicas da Província do Brasil - Rio de Janeiro
- 1938 Ghidul Ouro Preto - Rio de Janeiro
- 1940 Neglijarea cunoașterii Istoriei Literaturii - Rio de Janeiro
- 1940 Autoria das Cartas Chilenas - Rio de Janeiro
- 1946 Prezentarea Poeziei Braziliene - Rio de Janeiro
- 1949 Literatura Hispano-Americană - Rio de Janeiro
- 1952 Gonçalves Dias, Biografie - Rio de Janeiro
- 1954 Itinerário de Pasárgada - Jornal de Letras, Rio de Janeiro
- 1954 Poetul și Poezia - Rio de Janeiro
- 1957 Flautul Hârtiei - Rio de Janeiro
- 1957 Itinerário de Pasárgada - Livraria São José - Rio de Janeiro
- 1958 Proză - Rio de Janeiro
- 1966 Andorinha, Andorinha - José Olympio - Rio de Janeiro
- 1966 Itinerário de Pasárgada - Editora do Autor - Rio de Janeiro
- 1968 Colóquio Unilateralmente Sentimental - Editora Record
- Selecții de proză - Nova Fronteira
- Berimbau și alte poezii - Nova Fronteira

### Traduceri
- 1949 O Auto Sacramental do Divino Narciso de Sóror Juana Inés de la Cruz
- 1955 Maria Stuart, de Schiller, encenado no Rio de Janeiro e em São Paulo
- 1956 Macbeth, de Shakespeare, e La Machine Infernale, de Jean Cocteau
- 1957 As peças June and the Paycock, de Sean O'Casey, e The Rainmaker, de N. Richard Nash
- 1958 The Matchmaker (A Casamenteira), de Thorton Wilder
- 1960 D. Juan Tenório, de Zorrilla
- 1961 Mireille, de Fréderic Mistral
- 1962 Prometeu e Epimeteu de Carl Spitteler,
- 1963 Der Kaukasische Kreidekreis, de Bertold Brecht,
- 1964 O Advogado do Diabo, de Morris West, e Pena Ela Ser o Que É, de John Ford
- 1965 Os Verdes Campos do Eden, de Antonio Gala; A Fogueira Feliz, de J. N. Descalzo, e Edith Stein na Câmara de Gás de Frei Gabriel Cacho